# Mosca dei Lamberti

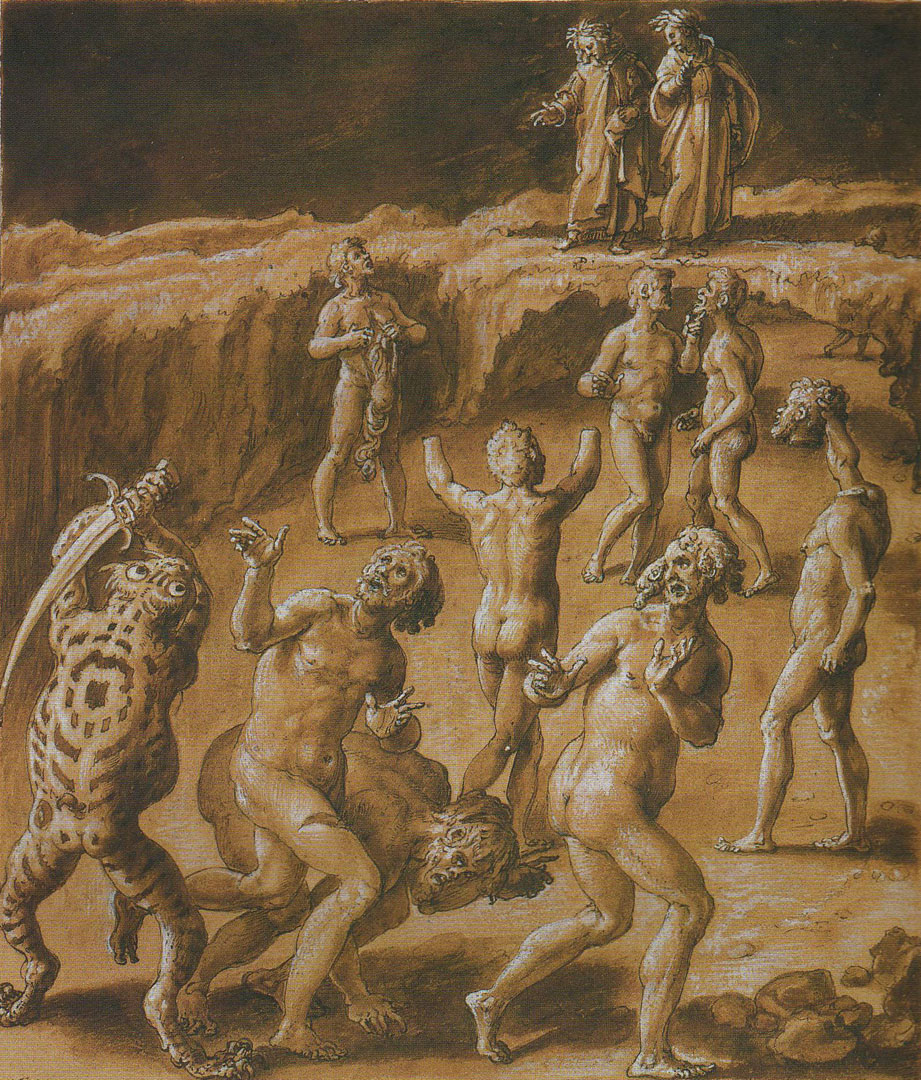
Canto 28, Giovanni Stradano, 1587

Mosca dei Lamberti (Firenze, fine del XII secolo – Reggio Emilia, 1243) è stato un politico e condottiero italiano.

## Biografia
Appartenente all'importante famiglia ghibellina dei Lamberti, alleati degli Uberti di Farinata, era nato verso la fine del XII secolo ed aveva ottenuto diversi incarichi nel Comune fiorentino.
Fu podestà di Viterbo nel 1220, di Todi nel 1227, condottiero durante la guerra contro Siena nel 1229-1235 e podestà di Reggio Emilia nel 1242.
Dante Alighieri lo citò nell'Inferno nell'episodio di Ciacco tra gli spiriti degni e ch'a ben far puoser l'ingegni, anche se con una certa sorpresa scoprirà di trovarli tutti all'Inferno nei gironi più bassi, quindi più gravi.
A Mosca è dedicato un episodio della Divina Commedia (non rilevante come quello di Farinata degli Uberti o dei tre fiorentini di Tegghiaio Aldobrandi e gli altri) nella bolgia dei seminatori di discordie (Inf. XXVIII, vv. 103-111), dove il poeta lo trova orribilmente mutilato delle mani, come punizione del suo consiglio "Cosa fatta capo ha" che convinse gli Amidei a uccidere Buondelmonte de' Buondelmonti, accendendo a Firenze (come riporta anche Giovanni Villani), le fazioni che presto si divisero in guelfi e ghibellini.